# (7009) Hume
(7009) Hume ist ein Asteroid des inneren Hauptgürtels, der am 21. August 1987 vom belgischen Astronomen Eric Walter Elst am La-Silla-Observatorium (IAU-Code 809) der Europäischen Südsternwarte (ESO) in Chile entdeckt wurde.
Der Asteroid wurde am 28. August 1996 nach dem schottischen Philosophen, Ökonomen und Historiker David Hume (1711–1776) benannt, der einer der bedeutendsten Vertreter der schottischen Aufklärung war und der philosophischen Strömung des Empirismus bzw. des Sensualismus zugerechnet wird.